# Autostrada A15 (Franța)
Autostrada A15 (în franceză Autoroute A15) este o autostradă din Île-de-France care traversează departamentele Hauts-de-Seine și Val-d'Oise. Principalele sale ieșiri sunt Gennevilliers, Argenteuil (spre Paris) și aglomerația Cergy-Pontoise.
A15 ia naștere la Gennevilliers prin joncțiunea a două bretele ale autostrăzii A86 (venind din est, din direcția Saint-Denis și Bobigny pe de o parte, și din vest, din direcția Nanterre pe de altă parte), precum și din RN 315, un bulevard urban care vine dinspre Clichy.
Autostrada cu 2 × 4 benzi traversează fluviul Sena prin viaductul din Gennevilliers, care are o ușoară curbă și este format din două structuri paralele. Apoi se îndreaptă spre nord-vest, integrându-se în rețeaua urbană a văii Montmorency, pe care o domină, fiind trasată la poalele dealurilor Parisis. Axa trece la 2 × 3 benzi după bifurcația cu A115 la Sannois, traversează câmpia Méry-Pierrelaye, iar după nodul rutier cu RN 184, traversează râul Oise printr-un pod, unde revine la 2 × 4 benzi. Autostrada deservește orașele Pontoise și Cergy, trece la 2 × 3 benzi după ieșirea 9 (Cergy-Grand Centre / Pontoise Centre), apoi la 2 × 2 benzi după ieșirea 10 (RD 915 spre Osny și Cormeilles-en-Vexin).
A15 devine RN 14 de la ieșirea 10 până la ieșirea 13, apoi RD 14 de la ieșirea 13 până la limita teritorială a departamentelor Val-d'Oise și Eure (degradarea acestei porțiuni la statutul de drum departamental în 2006). Continuând în Vexinul francez, ea reprezintă o rută alternativă între Paris și Rouen pe malul drept al Senei. RD 14 (RN 14 înainte de 2006), o rută cu trei benzi, până acum foarte predispusă la accidente, a fost reamenajată în 2 × 2 benzi până la Magny-en-Vexin în 2006 și 2007, ceea ce ar trebui să îmbunătățească semnificativ siguranța sa în traversarea departamentului Val-d'Oise.

## Istorie
Inițial și până la începutul anilor 1990, numerotarea A15 desemna trei secțiuni diferite de autostradă între Paris și Le Havre:
- Actuala A15;
- Actuala A150;
- Actuala A131 între Podul Tancarville[n 2] și Le Havre.

În prezent, această numerotare se mai păstrează doar în Île-de-France, iar doar aceasta va face obiectul dezvoltării de mai jos.
Proiectul de creare a autostrăzii A15 pentru a deservi vestul Île-de-France și orașul Cergy-Pontoise datează din SDRIF din 1965. Ancheta de utilitate publică, „Autoroute 15 - Paris/Pontoise - secțiunea Paris Saint-Ouen-l'Aumône”, a fost pronunțată la 26 februarie 1969. Aceasta menționa:
- Că autostrada A15 avea ca obiectiv să lege Parisul (Porte Pouchet) de Pontoise și să devină principala arteră radială de autostradă din sectorul nord-vest al regiunii pariziene;
- Că această autostradă figura în programul de primă urgență al planului director de amenajare a rețelei rutiere naționale, stabilit în 1960;
- Că în Seine-et-Oise, lucrări importante fuseseră realizate recent pentru a îmbunătăți circulația pe RN 14:
  - RD 14 - devierea Sannois - Franconville,
  - RD 14 - lărgirea la 14 m (2 × 2 benzi) a carosabilului între Franconville și Pierrelaye,
  - RN 14 - devierea Pontoise (6,250 km) inaugurată în 1968 și destinată să fie integrată în viitoarea autostradă A15.

Construcția autostrăzii A15 a fost lansată începând cu anul 1969; eliberarea terenurilor necesare a fost realizată între 1970 și 1975 (suprafețele necesare erau de 184 ha și erau afectate 400 de proprietăți construite). Secțiunea Sannois-Franconville a fost finalizată în 1974, după dublarea secțiunii existente a RN 14 (devierea Sannois - Franconville pe 4,5 km); secțiunea Argenteuil RN 311 - Sannois RN 309 (aproximativ 2,3 km) a fost realizată în 1975 și 1976, precum și construcția viaductului din Gennevilliers (cu 2 × 2 benzi) și secțiunea Franconville - Patte d'Oie d'Herblay (aproximativ 3 km). În 1977, secțiunea Patte d'Oie d'Herblay - sectorul Pontoise (aproximativ 6 km) a fost dată în folosință, iar autostrada era aproape finalizată.
Succesul acestei autostrăzi, care în 1990 prelua 30 de milioane de vehicule pe an pe viaductul din Gennevilliers, a fost imediat, provocând însă saturarea acesteia în orele de vârf, între 7:00 și 9:00 în direcția Paris și între 17:00 și 19:00 în direcția Pontoise, în special între Argenteuil și Gennevilliers. Dublarea viaductului peste Sena și a autostrăzii A15 la traversarea orașului Cergy a fost analizată în 1988 și lucrările au început în 1991. Al doilea viaduct din Gennevilliers, paralel cu primul, a fost inaugurat în 1992; primul viaduct a fost recondiționat, iar autostrada a trecut astfel la 2 × 4 benzi în primăvara anului 1993. Extinderea la 2 × 4 benzi a avut loc și la Cergy, odată cu deschiderea unui al doilea pod peste râul Oise, adiacent primului, iar autostrada a fost lărgită de la 2 × 2 benzi la 2 × 3 sau 2 × 4 benzi între 1990 și 1993. Această realizare a îmbunătățit semnificativ fluența traficului pe A15 pentru o perioadă, însă benzile suplimentare au condus la o creștere de peste 25% a traficului în 15 ani, iar blocajele rutiere au devenit frecvente. Circulația a devenit foarte dificilă la orele de vârf; în plus, problemele s-au mutat rapid în amonte, pe autostrada A86 în Hauts-de-Seine, care are un profil prea îngust (2 × 2 benzi).
Reamenajarea nodului rutier A15-RN184 la Saint-Ouen-l'Aumône, care era afectat de congestii majore din cauza prezenței semafoarelor (intersecții la nivel) ce provocau coloane de vehicule la orele de vârf, a fost inclusă în contractul de plan Stat-Regiune 2000-2006 și a început în septembrie 2009. Lucrările au durat doi ani. În final, nodul rutier a fost complet denivelat, permițând o circulație mai fluidă și schimburi mai sigure între aceste două axe importante din Val-d'Oise. Realizarea acestuia a fost posibilă datorită finanțării din Planul de Relansare din 2009. Proiectul de prelungire a Franciliennei (A104) este bine avansat și trebuie să contribuie la degajarea acestui nod rutier, un punct critic al departamentului, și, în general, la fluidizarea traficului pe RN 184 în traversarea localităților Saint-Ouen-l'Aumône și Éragny, deși acest proiect întâmpină o opoziție puternică din partea populației locale, din cauza numeroaselor zone urbane traversate.

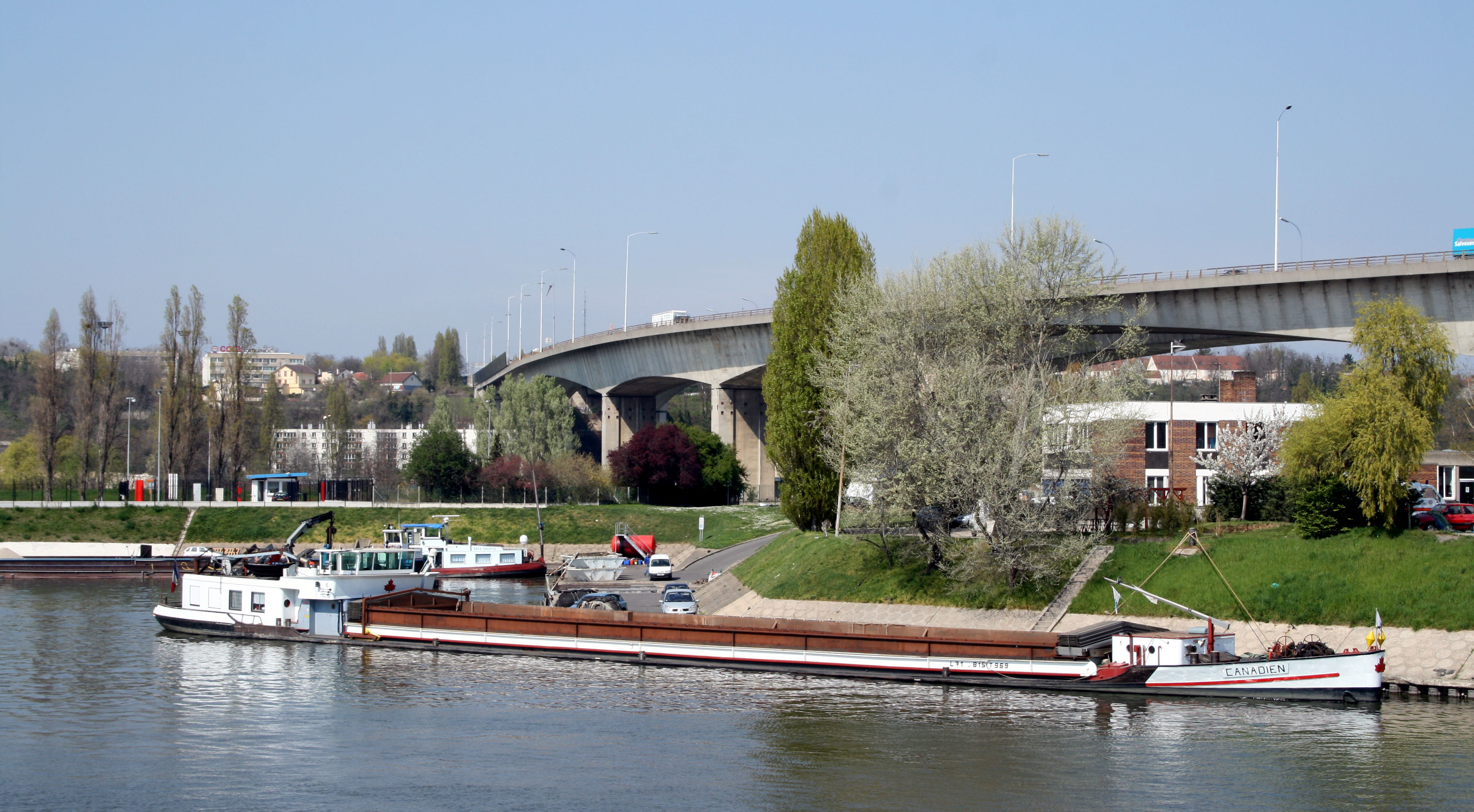
Viaductul Gennevilliers

## Probleme
Această autostradă, care leagă aglomerația Cergy-Pontoise de podul din Gennevilliers, oferă o interconectare cu A86 și RN 315 (spre Clichy) la capătul viaductului din Gennevilliers, precum și o legătură rapidă spre A16, prin A115 sau N184, permițând evitarea RN 1. De asemenea, se poate folosi Bulevardul Intercomunal al Parisis-ului.
De manieră anecdotică, se poate menționa, de asemenea, că inscripțiile de pe bornele kilometrice din secțiunea nordică a A150 poartă numărul A15.

## Traseu
| Ieșiri                                     | |                  |
|                                            | Începutul autostrăzii A15 |                  |
| Intersecție                                | Intersecția dintre A86 și A16 la 0 km: Nanterre, Versailles, La Défense, Paris - Porte Maillot (A14), Gennevilliers - port / centru, Saint-Denis, Lille (A1), Gennevilliers - Village (RD 911)                                                      | A86 A14 A1 RD911 |
|                                            | Trecerea din departamentul Hauts-de-Seine în departamentul Val-d'Oise |                  |
|                                            | 2 × 4 benzi |                  |
| 2a - Argenteuil - Orgemont                 | la 6 km: Épinay-sur-Seine, Argenteuil - Z.I. de la gare, Enghien-les-Bains, Saint-Gratien - Les Raguenets. | RD940 RD311      |
| 2b - Argenteuil - centre                   | la 6 km: Argenteuil - Z.I de la gare, Bezons | RD940 RD311      |
| Intersecție                                | Intersecția dintre A15 și RD 170 (Bulevardul Intercomunal al Parisis) la 7 km: Saint-Gratien, Sarcelles, Montmorency, Sannois - Pasteur. | RD170            |
| 3 - Argenteuil - les Coteaux               | la 8 km: Argenteuil, Sannois (doar ieșire din direcția Cergy-Pontoise) (nod rutier parțial). | RD909            |
| Intersecție                                | Intersecția dintre A115 și A16 la 9 km : Sannois - Le Moulin, Ermont, Taverny, Franconville - centre, Calais, Beauvais, Amiens (A16) | A115 A16         |
| 3.1 - Sannois - le Moulin                  | la 10 km: Sannois, Franconville (A115) (doar ieșire din direcția Cergy-Pontoise și intrare spre Paris). | A115             |
|                                            | 2 × 3 benzi |                  |
| 4 - Franconville - L'Epine-Guyon           | la 12 km: Montigny-lès-Cormeilles, Franconville (Z.I des portes du paradis). |                  |
| 5 - Herblay - ZA                           | la 14 km: Z.A La Patte d'Oie d'Herblay, Beauchamp, Cormeilles-en-Parisis | RD392            |
| 5.1 - Herblay - centre                     | la 16 km : Herblay-sur-Seine, Pierrelaye, Z.A Beauchamp-Taverny | RD411            |
|                                            | Zona de servicii Cergy-Pontoise (în ambele sensuri) |                  |
| 6 - Pierrelaye                             | la 20 km: Pierrelaye (doar ieșire din direcția / intrare spre Cergy-Pontoise) (nod rutier parțial). | RD14             |
| 7 - Éragny - centre                        | Intersecție între A15 și RN 184 la 21 km: Calais (A16), Versailles, Saint-Germain-en-Laye, Éragny, Saint-Ouen-l'Aumône, Conflans-Sainte-Honorine, Jouy-le-Moutier, Aeroportul Internațional Paris–Charles de Gaulle (RN 104), (P.A. des Bellevues). | RN184 A16 RN104  |
| 8 - Éragny - le Village                    | la 22 km: Éragny (doar ieșire din direcția / intrare spre Cergy-Pontoise) (nod rutier parțial). |                  |
| 9 - Cergy - préfecture / Pontoise - centre | la 23 km: Cergy, Pontoise |                  |
| 10 - Pontoise - les Louvrais               | Intersecție între A15 și RD 915 la 24 km: Pontoise - Alte Cartiere, Cergy - sat, Osny - L'Oseraie, Marines, Aerodromul Cergy-Pontoise (Aeroportul Pontoise - Cormeilles-en-Vexin), Cormeilles-en-Vexin, Spitalul Regional.                          | RD1324           |
|                                            | Sfârșitul autostrăzii A15 |                  |
|                                            | A15 devine RN 14 cu 2 × 2 benzi. | RN14             |
| 11 - Cergy - saint-christophe              | la 26 km: Osny, Cergy |                  |
| 12 - Puiseux-Pontoise                      | la 27 km: Puiseux-Pontoise, Vauréal, Jouy-le-Moutier |                  |
| 13 - Cergy - le Haut                       | la 29 km: Cergy, Courdimanche, Boissy-l'Aillerie, Menucourt |                  |
|                                            | RN 14 devine RD 14 (spre Rouen, Dieppe, Magny-en-Vexin, Gisors). | RD14             |
| Ieșire                                     | Puiseux-Pontoise, Courcelles-sur-Viosne, Montgeroult (doar ieșire din direcția Paris / intrare spre Magny-en-Vexin). |                  |

A15 este principalul ax rutier din nord-vestul regiunii Île-de-France.
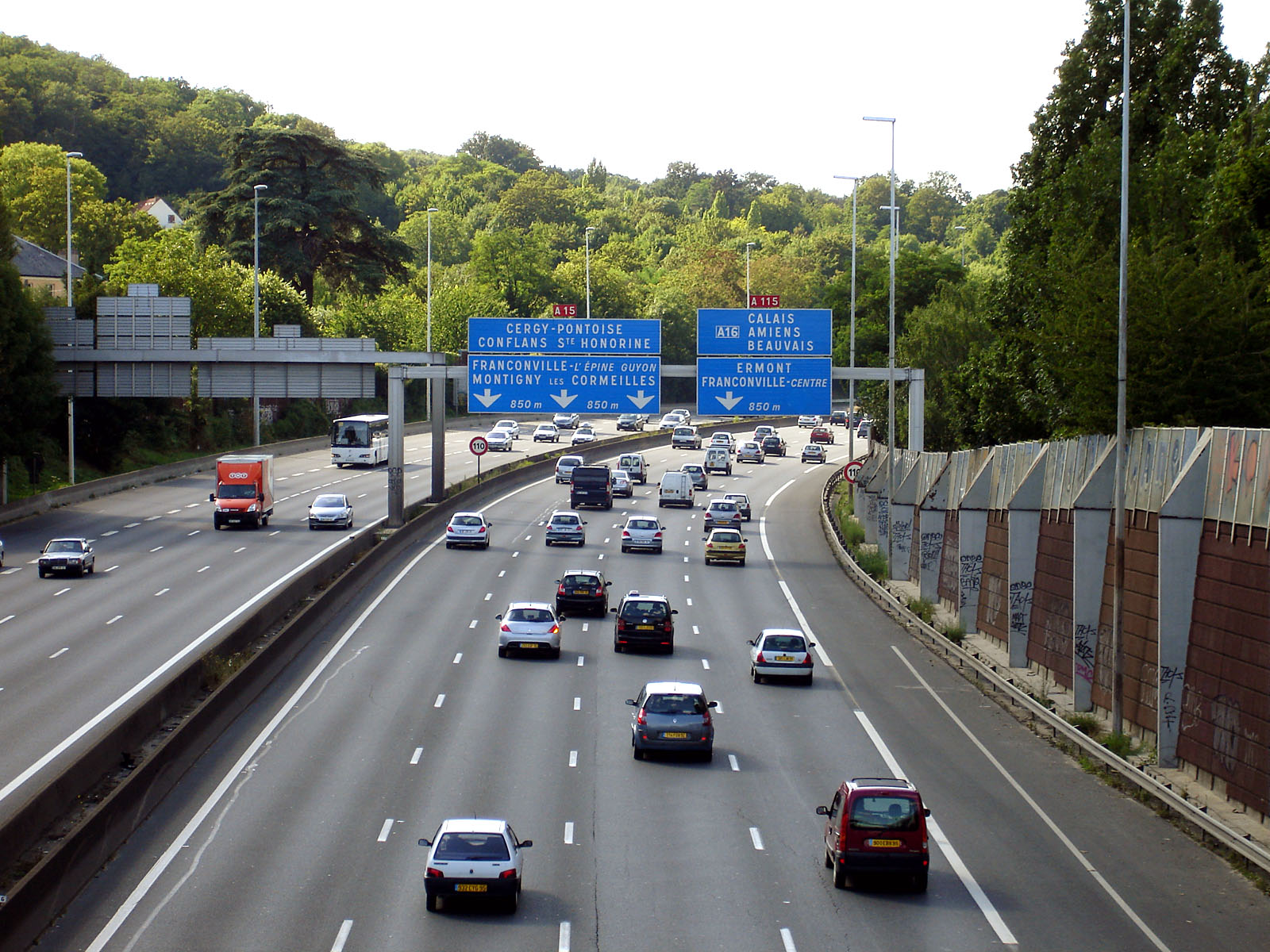
Autostrada A15 la Sannois, în direcția Cergy, cu puțin înainte de bifurcația spre A115.
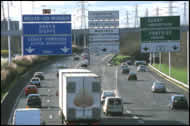
Autostrada A15 la Cergy (ieșirile 9 și 10).

## Locuri sensibile
O mare parte a autostrăzii, în special sensul Pontoise-Paris, este foarte aglomerată în fiecare dimineață de luni până vineri în direcția A86, și în sens opus seara. De asemenea, se formează blocaje în direcția Paris în serile de weekend, în zona Herblay, sâmbăta din cauza închiderii numeroaselor magazine din zonă, și pe întreaga lungime a autostrăzii duminica, din cauza întoarcerilor de weekend din Normandia, în special (în aceste cazuri, blocajele pot ajunge până pe RN14).

## Iluminare
De la începutul anului 2008, autostrada A15 (precum și A115 și o parte din RN184) nu mai este iluminată din cauza furturilor de cabluri de cupru. Doar autostrada A15 a fost privată de 25.000 de metri de cablu.